# Torresitrachia torresiana
Torresitrachia torresiana är en snäckart som först beskrevs av Jacques Bernard Hombron och Jacquinot 1841.  Torresitrachia torresiana ingår i släktet Torresitrachia och familjen Camaenidae. Inga underarter finns listade i Catalogue of Life.